# Benjamin Pickman

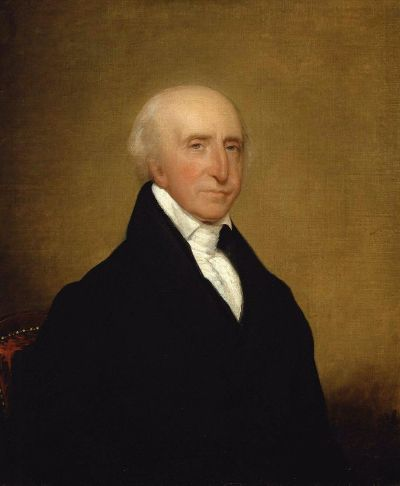
Benjamin Pickman (Gemälde von Chester Harding)

Benjamin Pickman Jr. (* 30. September 1763 in Salem, Province of Massachusetts Bay; † 16. August 1843 ebenda) war ein US-amerikanischer Politiker. Zwischen 1809 und 1811 vertrat er den Bundesstaat Massachusetts im US-Repräsentantenhaus.

## Werdegang
Benjamin Pickman besuchte bis 1784 die Harvard University. Er studierte danach die Rechtswissenschaften, hat aber kaum als Jurist gearbeitet. Stattdessen wurde er im Handel und in der Politik tätig. Zwischen 1797 und 1802 sowie nochmals in den Jahren 1812 und 1813 war er Abgeordneter im Repräsentantenhaus von Massachusetts. Außerdem saß er im Jahr 1803 im Staatssenat. Zwischen 1805 und 1821 war er mehrfach Mitglied des Regierungsrates (Executive Council) von Massachusetts.
Bei den Kongresswahlen des Jahres 1808 wurde Pickman als Mitglied der Föderalistischen Partei im zweiten Wahlbezirk von Massachusetts in das US-Repräsentantenhaus in Washington, D.C. gewählt, wo er am 4. März 1809 die Nachfolge von Joseph Story antrat. Da er im Jahr 1810 auf eine weitere Kandidatur verzichtete, konnte er bis zum 3. März 1811 nur eine Legislaturperiode im Kongress absolvieren. 1815 wurde er in die American Academy of Arts and Sciences gewählt.
Im Jahr 1820 war Benjamin Pickman Delegierter auf einer Versammlung zur Überarbeitung der Verfassung von Massachusetts. Von 1810 bis 1818 war er Aufsichtsratsvorsitzender (Overseer) der Harvard University. Außerdem fungierte er als Vorstandsvorsitzender der Theological School in Cambridge. Er starb am 16. August 1843 in seinem Heimatort Salem.